# Абрикосовые рощи
«Абрико́совые ро́щи» — армянский игровой фильм 2016 года, режиссёром и сценаристом которого является Пуриа Хейдари Урех. 

## Сюжет
Арам, молодой трансмужчина с ирано-армянскими корнями, который иммигрировал в США в детстве, возвращается в Армению впервые, чтобы познакомиться с консервативной семьёй своей девушки и сделать ей предложение. Поездка занимает целый день, в ходе которой брат Арама помогает ему подготовиться ко встрече, а сам свыкается с транспереходом Арама.

## Награды
- 2017 | Приз за смелость высказывания в художественном фильме на ЛГБТ-фестивале «Out Here Now» в Канзас-Сити[2]
- 2017 | Приз зрительских симпатий на «Розовых киноднях» в Амстердаме

## Внешние ссылки
Фильм на IMDB